# Kirsti Lay
Kirsti Lay (Medicine Hat, 7 de abril de 1988) es una deportista canadiense que compitió en ciclismo en las modalidades de pista, especialista en la prueba de persecución por equipos, y ruta. Está casada con el patinador Mathieu Giroux.
Participó en los Juegos Olímpicos de Río de Janeiro 2016, obteniendo la medalla de bronce en la prueba de persecución por equipos (haciendo equipo con Allison Beveridge, Jasmin Glaesser y Georgia Simmerling).
Ganó dos medallas en el Campeonato Mundial de Ciclismo en Pista, plata en 2016 y bronce en 2015.
En septiembre de 2019 anunció su retirada de la competición después de haber sido madre.

## Medallero internacional
| Juegos Olímpicos   | Juegos Olímpicos        | Juegos Olímpicos  | Juegos Olímpicos        |
| Año                | Lugar                   | Medalla           | Competición             |
| ------------------ | ----------------------- | ----------------- | ----------------------- |
| 2016               | Río de Janeiro (Brasil) | Medalla de bronce | Persecución por equipos |
| Campeonato Mundial |                         |                   |                         |
| Año                | Lugar                   | Medalla           | Competición             |
| 2015               | Saint-Quentin (Francia) | Medalla de bronce | Persecución por equipos |
| 2016               | Londres (Reino Unido)   | Medalla de plata  | Persecución por equipos |

## Palmarés
2017
- 2.ª en el Campeonato de Canadá en Ruta
- 1 etapa de la Cascade Cycling Classic

2018
- 3.ª en el Campeonato de Canadá Contrarreloj